# Henryk Ross
Henryk Ross (Varsovia, 1 de mayo de 1910-Israel, 1991) fue un fotógrafo polaco-israelí, superviviviente del Holocausto.

## Biografía
Antes de la Segunda Guerra Mundial Henryk Ross trabajaba como fotógrafo de prensa para diferentes periódicos en la ciudad de Lodz, una ciudad polaca donde vivían más de 200.000 judíos, la tercera parte de su población. Con la llegada de la guerra y la Invasión alemana de Polonia luchó como soldado antes de ser apresado.
Tras la reclusión de la población judía de la localidad en un gueto (Litzmannstadt) en la zona antigua de la ciudad, fue confinado en él y residió allí junto a su esposa Stefania. Consiguió un puesto como fotógrafo para la administración del gueto, que aparentemente era independiente de la gestión alemana, pero donde prácticamente sólo hacía retratos para la documentación de los residentes en el gueto dirigido por el nazi Hans Biebow. 
De modo adicional fotografiaba otros acontecimientos oficiales y laborales que se le indicaban, al mismo tiempo que intentaba arreglárselas para captar momentos de la vida diaria y situaciones duras que no querían ser mostrados por los nazis, jugándose peligrosamente la vida en ello. Con todo esto logró documentar bastante bien la vida en el gueto, desde la aparente normalidad del día a día, hasta las diferentes penurias y cadáveres de la población, que era obligada a trabajar en los talleres del ejército alemán bajo durante su encierro. Los niños, enfermos y ancianos fueron deportados a los campos de concentración.
Cuando en el verano de 1944 todos los supervivientes del gueto fueron definitivamente deportados a los campos de Kulmhof y Auschwitz, fue de los seleccionados para quedarse un tiempo más allí realizando labores de limpieza del lugar, con la intención alemana de eliminar todas las huellas posibles. Gracias a esto pudo enterrar multitud de documentos, fotos y otras pruebas en cajas que pudo desenterrar meses después, en marzo de 1945. Entre las fotos escondidas también se hallan algunas de su colega Mendel Grossman, asesinado en 1945 en la marcha de la muerte del campo de concentración de Wusterhausen.

## Vida tras laSegunda Guerra Mundial
Tras la guerra Ross volvió a establecerse como fotógrafo en Lodz, donde abrió un estudio. No obstante, en 1956 él y Stefania emigraron definitivamete a Israel, a donde llevó todas sus fotos. En Tel Aviv trabajó dedicado a la Zincografía. 
En 1961, durante el proceso a Adolf Eichmann, Ross fue testigo de la acusación y sus imágenes fueron aportadas como prueba.

## Legado fotográfico
La mayoría de sus imágenes han sido publicadas posteriormente, habiendo sido donados la mayoría de los negativos al Archivo de los Conflictos Modernos de Londres por su propio hijo. Otros 3000 negativos se encuentran en la Galería de Arte de Ontario, en Toronto.

## Libros
- Junto a Aleksander Klugman: El último viaje de los judíos de Lodz, Tel-Aviv, en torno a 1967.
- Thomas Weber: Lodz Ghetto Album: Photographs by Henryk Ross (photographs selected by Timothy Prus & Martin Parr). Archive of Modern Conflict. Chris Booth, Londres, 2004, ISBN 0-9542813-7-3.